# Batalla d'Haliart
La Batalla d'Haliart  es va lliurar l'any 395 aC entre les ciutats gregues d'Esparta i Tebes. Els tebans van derrotar les forces espartanes, que intentaven apoderar-se de la ciutat de Haliart, causant la mort del líder espartà Lisandre. La batalla va marcar l'inici de la Guerra de Corint, que continuaria fins al 387 aC

## Antecedents
En el 396 o 395, un ambaixador de la sàtrapa persa Farnabazos II, Timòcrates de Rodes, va arribar a Grècia. Allà, va prometre finançament i suport als principals estats de Grècia en cas que declaressin la guerra a Esparta. Les agressives accions unilaterals d'Esparta havien enfurismat a molts dels seus aliats, i la perspectiva de suport persa va ser suficient per induir a un nombre d'estats i, en particular Tebes, per declarar la guerra a Esparta.
En lloc d'emprendre immediatament operacions ofensives, els tebans van optar per precipitar una guerra indirectament. Per tant, persuadir als locris que llancessin una incursió contra Fòcida, un aliat d'Esparta. Tebes, com aliada de Lòcrida, estava obligat a ajudar-la en el conflicte començat així; Fòcida, per la seva banda, va fer una crida al seu aliat, Esparta. Els espartans, veient la possibilitat de castigar els cada vegada més inquiets tebans, van decidir llançar una gran campanya contra Tebes. Mentrestant, els tebans van enviar emissaris demanant ajuda a Atenes, després del que es va formar una aliança eterna entre atenencs i beocis.

## Batalla
L'estratègia espartana per a la campanya consistia en el fet que dos exèrcits, un sota Pausànias d’Esparta, compost per tropes espartanes i aliats peloponnesos, i un altre sota Lisandre, compost per Foci i altres aliats del nord-oest de Grècia, es reunissin i llancessin un atac coordinat sobre la ciutat de Haliart. Pausànias, però, es va retardar durant diversos dies al Peloponnès, mentre que Lisandre va arribar a Haliart amb la seva força, amb Pausànias a diversos dies de distància.
Poc disposat a esperar l'arribada de Pausànias, Lisandre i el seu exèrcit van marxar cap a les muralles de Haliart. Quan un intent de prendre la ciutat per subversió no va funcionar, es va llançar un assalt per les muralles. Tanmateix, una considerable força tebana es trobava a prop, potser sense coneixement de Lisandre. Aquesta força es va afanyar a l'assistència dels defensors de la ciutat. A l'acalorada lluita sota els murs de Haliart, les forces de Lisandre es van desviar i ell mateix va ser assassinat. Els tebans van perseguir a les tropes derrotades massa lluny, i quan van entrar en terreny accidentat i costerut, els soldats que fugien es van donar la volta i van produir fortes pèrdues als tebans. Aquest revés descoratjar breument als tebans, però l'endemà, l'exèrcit de Lisandre es va dissoldre i cada contingent tornar al seu país d'origen.

## Conseqüències
Dies després de la batalla, Pausànias va arribar amb el seu exèrcit a Haliart. Desitjós de recuperar els cossos de Lisandre i altres morts a la batalla, va demanar una treva, al que els tebans acceptar amb la condició que els esparta ens abandonessin Beòcia. D'acord amb aquesta condició, Pausànias va recollir els morts i va tornar a Esparta. Al seu retorn, la facció de Lisandre el va portar a judici per arribar tard i no atacar quan va arribar. Pausànias, reconeixent que havia de ser condemnat i executat, es va exiliar. L'exili de Pausànias, juntament amb la mort de Lisandre, eliminar de l'escena a dos dels tres principals actors en l'escena política espartana, deixant només a Agesilau, que dictaria la política espartana per als anys vinents.
La Batalla de Haliart  va donar inici a la Guerra de Corint, que s'estenia des del 395 al 387 aC. Els combats es van reprendre al següent any, quan Tebes i Atenes, ara amb el suport de Corint i Argos, van lluitar contra els exèrcits espartans a Nèmea i Coronea, i van continuar al mar Egeu i en tot l'Istme de Corint fins al final de la guerra. Aquesta guerra va produir poc de valor durador per a qualsevol estat excepte Pèrsia, que l'havia instigat, mitjançant l'augment de problemes en Grècia, els perses van ser capaços de forçar Agesilau a retirar el seu exèrcit de Jònia, i per la fi de la guerra es trobaven en posició de dictar les condicions de pau.